# M.S. Dhoni: The Untold Story
M.S. Dhoni: The Untold Story es una largometraje de Bollywood. Es una película biográfica dirigida por Neeraj Pandey, basada en la vida de un jugador de cricket indio y el actual capitán del equipo de criquet nacional indio, Mahendra Singh Dhoni. Fox Star Studios distribuirá la película y es producida conjuntamente con Inspired Entertainment y Arun Pandey, en asociación con Friday Film Works. En la película actúa Sushant Singh Rajput como Dhoni y Disha Patani, Kiara Advani, y Anupam Kher.
La película está planificada para ser estrenada el 30 de septiembre de 2016. El tráiler fue lanzado el 15 de marzo de 2016, en relación con el inicio de 2016 ICC World T20. La película será doblada y publicada en los idiomas Tamil, Telugu, y Marathi.

## Trama
La historia no contada del viaje emprendido por Mahendra Singh Dhoni, desde sus inicios como recolector de boletos de tren hasta convertirse en el capitán de la Copa Mundial del equipo de cricket de la India.

## Casting
- Sushant Singh Rajput como Mahendra Singh Dhoni.
- Herry Tangri como Yuvraj Singh, un jugador de cricket y amigo de Dhoni.
- Kiara Advani como Sakshi Dhoni, mujer de Dhoni.
- Disha Patani como Priyanka Jha, exnovia de Dhoni.
- Anupam Kher como Pan Singh, padre de Dhoni.
- Bhumika Chawla como Jayanti Gupta, hermana de Dhoni.
- Rajesh Sharma